# Meek's Cutoff
Meek's Cutoff - Il sentiero di Meek è un film del 2010 diretto da Kelly Reichardt.